# Stipa scabra
Stipa scabra är en gräsart som beskrevs av John Lindley. Stipa scabra ingår i släktet fjädergrässläktet, och familjen gräs. Inga underarter finns listade i Catalogue of Life.